# Agustina Bessa-Luís
Agustina Bessa-Luís (Amarante, 15 ottobre 1922 – Porto, 3 giugno 2019) è stata una scrittrice portoghese.

## Biografia
Nata Maria Agustina Ferreira Teixeira Bessa il 15 ottobre 1922 a Vila Meã, nel comune di Amarante, ha iniziato a scrivere da adolescente e ha esordito nella narrativa nel 1948 con il romanzo Mundo Fechado.
Sposatasi il 25 luglio 1945 a Porto con Alberto Luís, ha raggiunto notorietà a livello nazionale nel 1954 con il romanzo La sibilla vincendo i premi Delfim Guimarães e Eça de Queiroz.
Tra le autrici più prolifiche della letteratura portoghese, ha pubblicato oltre 75 opere tra romanzi, raccolte di racconti, biografie e testi per il teatro e il cinema.
Numerosi suoi testi sono stati trasposti in pellicole cinematografiche, in particolare va ricordato il sodalizio con il regista connazionale Manoel de Oliveira che ha adattato 7 delle sue opere.
È morta a 96 anni il 3 giugno 2019 a Porto.

## Opere (parziale)
- Mundo Fechado (1948)
- Os Super-Homens (1950)
- Contes impopulares (1951-1953)
- La sibilla (A Sibila, 1954), Firenze, Giunti, 1989 traduzione di Rita Desti ISBN 88-09-20052-7.
- Os Incuráveis (1956)
- A Muralha (1957)
- O Susto (1958)
- Ternos Guerreiros (1960)
- O Manto (1961)
- O Sermão do Fogo (1962)
- As Relações Humanas: I – Os Quatro Rios (1964)
- As Relações Humanas: II – A Dança das Espadas (1965)
- As Relações Humanas: III – Canção Diante de uma Porta Fechada (1966)
- A Bíblia dos Pobres: I – Homens e Mulheres (1967)
- A Bíblia dos Pobres: II – As Categorias (1970)
- As Pessoas Felizes (1975)
- Crónica do Cruzado Osb (1976)
- As Fúrias (1977)
- Fanny Owen (1979), Nardo, BESA, 2006 traduzione di Marcello Sacco ISBN 88-497-0361-9.
- O Mosteiro (1980)
- Os Meninos de Ouro (1983)
- Adivinhas de Pedro e Inês (1983)
- Um Bicho da Terra (1984)
- Um Presépio Aberto (1984)
- A Monja de Lisboa (1985)
- A Corte do Norte (1987)
- Prazer e Glória (1988)
- A Torre (1988)
- Eugénia e Silvina (1989)
- Vale Abraão (1991)
- Ordens Menores (1992)
- I racconti di Amarante (Contos Amarantinos, 1992), Trieste, Biblioteca Civica, 1994
- Fake-book (1992)
- As Terras do Risco (1994)
- O Concerto dos Flamengos (1994)
- Aquário e Sagitário (1995)
- Um Outro Olhar sobre Portugal (1995)
- Memórias Laurentinas (1996)
- Um Cão que Sonha (1997)
- O Comum dos Mortais (1988)
- A Quinta Essência (1999)
- Dominga (1999)
- Contemplação Carinhosa da Angústia (2000)
- O Princípio da Incerteza: I – Jóia de Família (2001)
- O Princípio da Incerteza: II – A Alma dos Ricos (2002)
- O Princípio da Incerteza: III – Os Espaços em Branco (2003)
- Antes do Degelo (2004)
- Doidos e Amantes (2005)
- A Ronda da Noite (2006)

## Riconoscimenti (parziale)
Premio Camões
- 2004 alla carriera[10]

## Adattamenti cinematografici
- Francisca, regia di Manoel de Oliveira (1981) (dal romanzo Fanny Owen)
- La valle del peccato (Vale Abraão), regia di Manoel de Oliveira (1993) (dal romanzo Vale Abraão)
- I misteri del convento (O convento), regia di Manoel de Oliveira (1995) (dal romanzo As terras do risco)
- Party, regia di Manoel de Oliveira (1996) (dal romanzo Party: Garden-Party dos Açores)
- Inquietudine (Inquietude), regia di Manoel de Oliveira (1998) (dal racconto A mãe de um Rio)
- Il principio dell'incertezza (O princípio da incerteza), regia di Manoel de Oliveira (2002) (dal romanzo Jóia de família)
- Specchio magico (Espelho mágico), regia di Manoel de Oliveira (2005) (dal racconto A alma dos ricos)
- A Corte do Norte, regia di João Botelho (2009) (dal romanzo A Corte do Norte)